# Croremopsis
Croremopsis är ett släkte av fjärilar. Croremopsis ingår i familjen tofsspinnare.
Kladogram enligt Catalogue of Life:
| Croremopsis | \| \| Croremopsis argenna \| \| \| \| \| \| Croremopsis innocens \| \| \| \| \| \| Croremopsis sericea \| \| \| \| |
|             | \| \| Croremopsis argenna \| \| \| \| \| \| Croremopsis innocens \| \| \| \| \| \| Croremopsis sericea \| \| \| \| |
|             | Croremopsis argenna                                                                                                |
|             | |
|             | Croremopsis innocens                                                                                               |
|             | |
|             | Croremopsis sericea                                                                                                |
|             | |